# Ninpū Sentai Hurricaneger
Ninpū Sentai Hurricaneger (忍風戦隊ハリケンジャー Ninpū Sentai Harikenjā?) (traducido como Escuadrón del Viento Duradero Hurricaneger) es la 26.ª temporada de la franquicia Super Sentai Series, producida por Toei Company y emitida en TV Asahi del 17 de febrero de 2002 al 9 de febrero de 2003, constando de 51 episodios.

## Argumento
En la academia ninja de Hayate hay tres pupilos que no terminan de encajar. Pero como su maestro cree que tienen potencial, suele pasar las mañanas entrenándoles de forma regular y rigurosa. Mientras los otros estudiantes están celebrando su graduación, un grupo de malvados ninjas alienígenas conocidos como los Jakanja se infiltran en la academia y matan a casi todos los estudiantes. El maestro, Mugensai, se convierte a sí mismo en un hámster para evadir a sus perseguidores. Después, se lleva al trío a una base secreta para que se conviertan en los legendarios Hurricaneger, y así combatir a Jakanja. Más adelante, tendrán que enfrentarse también a dos hermanos ninja de la academia de Ikazuchi, por la rivalidad de las dos academias. Con la ayuda del misterioso Shurikenger, los dos grupos ninja dejarán la rivalidad a un lado y unirán fuerzas en la lucha contra Jakanja.

## Personajes

### Hurricaneger
Los Hurricanegers son el equipo inicial compuesto inicialmente por tres estudiantes de la academia ninja de Hayate. Más tarde se les unirán el dúo Gouraiger y el solitario Shurikenger. El lema del equipo es "Desconocido para la gente. Desconocido para el mundo. Nos convertimos en sombras para luchar contra el mal"
- Yōsuke Shiina (椎名 鷹介 Shiina Yōsuke?)/Ninja del aire Hurricane Red (ハリケンレッド Hariken Reddo?): Es el líder del equipo. Aunque de pocas luces, su valor y determinación compensa su lentitud mental. Tiene 19 años, y desarrolla toda clase de trabajos de medio tiempo.
- Nanami Nono (野乃 七海 Nono Nanami?)/Ninja del agua Hurricane Blue (ハリケンブルー Hariken Burū?): Es la única mujer del equipo. Tiene 18 años, y sueña con ser una estrella del pop, trabajando con el nombre artístico de Nana. Tiene un mánager medio loco de nombre Futoshi Hase, que le consigue toda clase de trabajos, pero cuando hay una emergencia, lo deja todo. Aunque es de apariencia adorable, los otros intentan estar de buenas con ella desde cierto incidente en la que un hombre se aprovechó de ella.
- Kōta Bitō (尾藤 吼太 Bitō Kōta/?)/Ninja de la tierra Hurricane Yellow (ハリケンイエロー Hariken Ierō?): Es el otro hombre del equipo, fiel defensor de la estrategia. Es de naturaleza amistosa y trabaja como fisioterapeuta. Tiene una hermana pequeña llamada Meiko, a la que cuida desde que sus padres murieron en un accidente de coche y los dos acabaron en un orfanato.

### Gōraiger
Los Denkōsekka Gouraiger (電光石火ゴウライジャー Denkōsekka Gōraijā?) eran originalmente enemigos de los Hurricaneger. Se unieron a Jakanja a pesar de que también borraron del mapa la academia Ikazuchi y estos dos hermanos fueron los únicos supervivientes. Obtuvieron el conocimiento prohibido del sistema Gouraiger de su padre, Ikki, un ninja malvado que les maltrataba. Ikki fue contra los deseos de la academia Ikazuchi para obtener la Voluntad del Mal, tras saber de ella durante una misión en Egipto, y descubrió el "Secreto Final" durante una lluvia de meteoritos. Contra la voluntad de su academia, creó el sistema Gōraiger, e hizo que sus hijos se mataran entre ellos para evocar a "aquello", mientras les hacía creer que la ira y el odio eran lo único que daba la fuerza. A pesar de acabar aliándose con los Hurricaneger, los hermanos Kasumi nunca lograron olvidar la crueldad de su padre, y tienen una visión hastiada de la vida. Los dos trabajan en la construcción. El lema del equipo es "Enfrentando a las sombras, cortando las sombras. Enfrentando a la luz, cortando la luz."
- Ikkō Kasumi (霞 一甲 Kasumi Ikkō?)/Ninja cornudo Kabuto Raiger (カブトライジャー Kabuto Raijā?): Es el hermano mayor. Su meta original era elevar a Ikazuchi como la más grande escuela Ninja usando "aquello". Al saber de los métodos de su padre, este le hizo respirar un gas que le volvió loco, para que Isshū pudiera matarle. Finalmente, Ikkō recuperó la cordura, y se negó a obtener la Voluntad del Mal, decidiendo abandonar ese objetivo, y en vez de eso se enfoca en aliarse con los Hurricaneger. Acaba desarrollando una rivalidad sana con Yōsuke, y gana en Manmaruba un enemigo acérrimo.
- Isshū Kasumi (霞 一鍬 Kasumi Isshū?)/Ninja con colmillos Kuwaga Raiger (クワガライジャー Kuwaga Raijā?): Es el hermano menor. Idolatra a su hermano y respeta la mayoría de sus decisiones.

### Otros
- Ninja del cielo Shurikenger (シュリケンジャー Shurikenjā?): Es el Ninja de los 20 rostros, y un representante de la Unión Espacial de Escuelas Ninja. Era originalmente un alumno brillante de Hayate, con el talento para convertirse en Hurricaneger, pero desapareció misteriosamente, lo que le valió el distintivo de Nukenin (抜け忍?), "shinobi a la fuga". Conoció a Gozen, a quien se entregó para que fuera su entrenadora personal, a costa de renunciar a su nombre y su rostro y verse forzado a permanecer con el traje puesto eternamente. Es una figura cómica, que suele entremezclar un pobre idioma inglés con el japonés, destacando la frase que repite constantemente "I am Ninja of Ninja! The green light bullet!" ("Yo soy ninja de ninjas! La bala de luz verde!"). Puede adoptar formas humanas que nadie, ni siquiera los otros ninjas, puede reconocer.

### Aliados
- Mugensai Hinata (日向 無限斎 Hinata Mugensai?): Es el maestro ninja de la academia Hayate, y un maestro de la transformación Ninpō en animal. Se convirtió a sí mismo en un hámster para escapar de sus perseguidores, pero se olvidó de las palabras mágicas para volver a la normalidad. A pesar de su forma, aún puede luchar.
- Oboro Hinata (日向 おぼろ Hinata Oboro?): La hija de Mugensia, y una estudiante compañera del equipo, que les proporciona su arsenal. También inventó el robot kuroko que borra la memoria de los civiles que han visto a los Hurricaneger, o de aquellos que abandonan la academia Hayate, para asegurarse de que la gente no sepa de la existencia de la academia.
- Kagura (Dama Gozen) (覚羅（御前様） Kagura (Gozen-sama)?): Se trata de una mujer que tiene 500 años, pero conserva la juventud. Es la hija de un señor feudal que murió protegiéndola antes de ocultarse como Gozen, con Shurikenger como su protector. Ella es la razón por la que las dos escuelas ninja tienen sistemas Karakuri similares. La piedra oscura que hay en su frente le da una vida larga, pero la obliga a apartarse de cualquier forma de tristeza, para mantener el sello.

### Arsenal
- Shinobi Medals (シノビメダル Shinobi Medaru?): Tanto los Hurricaneger como los Gōraiger, así como Shurikenger, tienen cada uno su propia Shinobi Medal introducida en su dispositivo de transformación respectivo. Se usan para activar la transformación, y también para combinar sus mechas. El resto se usa para invocar las bolas Karakuri.
- Hurricane Gyro (ハリケンジャイロ Hariken Jairo?): Son los dispositivos de transformación de los Hurricaneger, capaces de disparar pequeños shurikens con apariencia de disco, llamados Gyro Shuriken (ジャイロ手裏剣 Jairo Shuriken?). El comando de transformación es "Ninpū, Shinobi Change!" (忍風・シノビチェンジ！ Ninpū Shinobi Chenji!?).
- Hayatemaru (ハヤテ丸 Hayatemaru?): Son las espadas básicas de los Hurricaneger. Se pueden cargar para efectuar un ataque de energía, y también se pueden usar como pistolas.
- Triple Gadget (トリプルガジェット Toripuru Gajetto?): Es la combinación de las armas personales de los Hurricaneger, y se puede usar en tres modos. En el modo Dry Gadget (ドライガジェット Dorai Gajetto?), Dry Gun va al frente, Quake Hammer en el centro, y el Sonic Megaphone detrás; y lanza un ataque de fuego. En el modo Sonic Gadget (ソニックガジェット Sonikku Gajetto?), el Sonic Megaphone va delante, el Dry Gun en medio, y el Quake Hammer detrás. Dispara una bola de ondas de sonido intensamente agudas. En el modo Quake Gadget (クエイクガジェット Kueiku Gajetto?), Quake Hammer va delante, Sonic Megaphone en medio, y Dry Gun detrás. Puede invocar una pesa de 100 toneladas que lanzar al enemigo.
  - Dry Gun (ドライガン Dorai Gan?): El arma personal de Hurricane Red. Recuerda a un secador de pelo, y puede disparar llamas.
  - Sonic Megaphone (ソニックメガホン Sonikku Megahon?): El arma personal de Hurricane Blue. Recuerda un megáfono, y puede disparar ondas de sonido.
  - Quake Hammer (クエイクハンマー Kueiku Hanmā?): El arma personal de Hurricane Yellow. Recuerda un mazo, y se puede usar para un ataque basado en tierra.
- Gōrai Changer (ゴウライチェンジャー Gōrai Chenjā?): Son los dispositivos de transformación de los Gōraiger. Tienen la forma del insecto personal de cada uno de ellos. El comando de transformación es Jinrai Shinobi Change! (迅雷・シノビチェンジ！ Jinrai Shinobi Chenji!?).
- Ikazuchimaru (イカヅチ丸 Ikazuchimaru?): Las armas básicas de los Gōraiger. Además de su apariencia estándar de bastón, también se puede usar en los modos: Modo Lanza (手槍モード Teyari Mōdo?), Modo Cruz (十字の型 Jūji no Kata?) (un arma arrojadiza en forma de cruz), y Modo Círculo de Luna (円月の型 Engetsu no Kata?) (un arma en forma de anillo que se usa como escudo defensivo).
- Double Gadget (ダブルガジェット Daburu Gajetto?): Es la combinación de las armas personales de los Gōraiger. Dispara una bola de electricidad.
  - Horn Breaker (ホーンブレイカー Hōn Bureikā?): El arma personal de Kabuto Raiger. Se usa como pistola.
  - Stag Breaker (スタッグブレイカー Sutaggu Bureikā?): El arma personal de Kuwaga Raiger. Se trata de una pinza que se puede usar para agarrar a los enemigos y lanzarles una descarga eléctrica.
- Victory Gadget (ビクトリーガジェット Bikutorī Gajetto?): Es la combinación del Triple Gadget (en formación Quake Gadget) y el Double Gadget. Efectúa el ataque en equipo más potente de los Hurricaneger y los Gōraiger.
- Shuriken Ball (シュリケンボール Shuriken Bōru?): Es el dispositivo de transformación personal de Shurikenger, que utiliza para adoptar las formas de otras personas. Para cambiar a su forma real, Shurikenger grita Tenkuu, Shinobi Change! (天空・シノビチェンジ！ Tenkū Shinobi Chenji!?)
- Shuriken Zubat (シュリケンズバット Shuriken Zubatto?): El arma personal de Shurikenger. Además de como espada, se puede usar como bate de béisbol, e incluso de micrófono.
- Ninjamisen (ニンジャミセン Ninjamisen?): Este instrumento que recuerda a un shamisen se usa para invocar y controlar el Revolver Mammoth, usando una Shinobi Medal para tocarlo. Al principio, solo Shurikenger podía utilizarlo, pero con el tiempo y sus disfraces, fue enseñando a los Hurricaneger y Gōraiger cómo manejarlo también. También tiene un modo pistola, y con Shuriken Zubat, Hayatemaro o Ikazuchimaru se puede usar para producir ondas sonoras. El sonido que emite depende de la habilidad de quien lo toca. Sonara como un shamisen tradicional si lo usan novatos, como los Hurricaneger y los Gōraiger, o como una guitarra eléctrica en manos expertas como las de Shurikenger.
- Final Gadget (ファイナルガジェット・ Rokujūren Fainaru Gajetto?): Es la combinación del Victory Gadget y el Ninjamisen.
- Hurricane Wingers (ハリケンウインガー Hariken Uingā?): Son unos ala-deltas que sirven como medio de transporte de los Hurricaneger.
  - Red Winger (レッドウインガー Reddo Uingā?): El Winger de Hurricane Red.
  - Blue Winger (ブルーウインガー Burū Uingā?): El Winger de Hurricane Blue.
  - Yellow Winger (イエローウインガー Ierō Uingā?): El Winger de Hurricane Yellow.
- Bari Thunders (バリサンダー Barisandā?): Son unas motocicletas que usan los Gōraiger como medio de transporte.
  - Bari Thunder Kabuto Type (バリサンダー・カブトタイプ Barisandā Kabuto Taipu?): La motocicleta de Kabuto Raiger.
  - Bari Thunder Kuwaga Type (バリサンダー・クワガタイプ Barisandā Kuwaga Taipu?): La motocicleta de Kuwaga Raiger.

### Mechas
Las Shinobi Machines (シノビマシン Shinobi Mashin?) acuden cuando los Hurricaneger, los Gōraiger o Shurikenger las necesitan.
- Senpūjin (旋風神 Senpūjin?): El mecha gigante fruto de la combinación de los mechas de los Hurricaneger. Se forma con el comando Combinación Ninpū (忍風合体 Ninpū Gattai?). Con el comando Senpūjin, hurry up! (旋風神・ハリーアップ！ Senpūjin harī appu!?), cambia a una forma más pequeña y mucho más rápida denominada Senpūjin Hurrier (旋風神ハリアー Senpūjin Hariā?), aunque solo dura 60 segundos.
  - Hurricane Hawk (ハリケンホーク Hariken Hōku?): Un halcón rojo propiedad de Hurricane Red. Tiene magia de fuego, y forma la cabeza de Senpūjin.
  - Hurricane Dolphin (ハリケンドルフィン Hariken Dorufin?): Un delfín azul propiedad de Hurricane Blue. Tiene magia de agua, y forma el brazo derecho de Senpūjin, o bien el hombro derecho de Gōrai Senpūjin.
  - Hurricane Leon (ハリケンレオン Hariken Reon?): Un león amarillo propiedad de Hurricane Yellow. Tiene magia de tierra, y forma la mayor parte del cuerpo de Senpūjin: las piernas, el torso y el brazo izquierdo, y a su vez forma el pecho de Gōrai Senpūjin.
- Gōraijin (轟雷神 Gōraijin?): El mecha gigante fruto de la combinación de los mechas de los Gōraiger. Se forma con el comando "Combinación Trueno" (迅雷合体 Ikazuchi Gattai?).
  - Gōrai Beetle (ゴウライビートル Gōrai Bītoru?): Un escarabajo rinoceronte de color negro y granate propiedad de Kabuto Raiger. Forma la mitad superior de Gōraijin, y los pies de Gōrai Senpūjin, el hombro izquierdo, y los pies de Tenrai Senpūjin.
  - Gōrai Stag (ゴウライスタッグ Gōrai Sutaggu?): Un ciervo volante de color negro y azul marino propiedad de Kugawa Raiger. Forma la mitad inferior de Gōraijin y su arma Double Horn Cutter (ダブルホーンカッター Daburu Hōn Kattā?). También forma los brazos de Gōrai Senpūjin y Tenrai Senpūjin.
- Tenkūjin (天空神 Tenkūjin?): El mecha personal de Shurikenger, con apariencia de helicóptero y que tiene la habilidad de transformarse en robot.
- Gōrai Senpūjin (轟雷旋風神 Gōrai Senpūjin?): La combinación de Senpūjin y Gōraijin con Fūraimaru.
- Tenrai Senpūjin (天雷旋風神 Tenrai Senpūjin?): Es la combinación de Senpūjin, Gōraijin y Tenkūjin con Tri-Condor, con el comando "¡Trascendencia Galáctica! ¡Combinación de Tres Dioses!" (銀河超越！三神合体！ Ginga Chōetsu! Sanjin Gattai!?).
- Revolver Mammoth (リボルバーマンモス  Riborubā Manmosu?): Un mamut que se invoca cuando alguien toca el Ninjamisen. Puede proporcionar una cantidad aparentemente infinita de Bolas Karakuri. También lo pueden montar Gōrai Senpūjin o Tenrai Senpūjin para atacar.
- Fūraimaru (風雷丸 Fūraimaru?): Un mecha auxiliar que permite fusionar a Senpūjin y Gōraijin.
- Tri-Condor (トライコンドル Toraikondoru?): Un mecha auxiliar que permite fusionar a Senpūjin, Gōraijin y Tenkūjin
- Bolas Karakuri (カラクリボール Karakuri Bōru?): Son las herramientas que usan los mechas en batalla para sus distintos ataques y habilidades. Los kanjis junto a sus nombres son los mismos que se encuentran en sus Shinobi Medals, e indican su función.

### Grupo de Ninjas Espaciales Jakanja
El Grupo de Ninjas Espaciales Jakanja (宇宙忍群ジャカンジャ Uchūningun Jakanja?) son una banda de ninjas sin escrúpulos del espacio exterior.
- Jefe Tau Zanto (首領タウ・ザント Shuryō Tau Zanto?): El líder de los Jakanja es un demonio con apariencia de ciempiés con varios rostros en su cuerpo que descubrió la Fuerza Maligna hace 500 años, y pretende invocarla para destruir el universo y convertirse en el dios del nuevo universo que se crearía como resultado.
- Siete Lanceros de la Oscuridad (暗黒七本槍 Ankuro Nanahon Yari?): Son los generales de Tau Zanto, con diferentes especiales aprendidas por todo el universo.
  - Primera Lancera, Furabījo (壱の槍・フラビージョ Ichi no Yari Furabījo?): Una chica con un tocado con apariencia de insecto. Es una maestra del Ninpō Abeja (蜂忍法 Hachininpō?). Lleva un bloc de notas con información de los monstruos que envían a luchar, y los marca con un sello cuando mueren. Era estudiante en una escuela ninja espacial hasta que la expulsaron por suspender un examen. Después de que su familia la repudiara, Tau Zanto la encontró y la reclutó para que se uniera a Jakanja.
  - Segundo Lancero, Chūzūbo (弐の槍・チュウズーボ Ni no Yari Chūzūbo?): Es el líder de los Bionin Corps. Usa un bastón extensible como arma. Desarrolla una animadversión especial contra los Gōraiger, por dejar que su amigo Octonyūdo muriera sin la menor consideración, y jura vengarse de ellos.
  - Tercer Lancero, Manmaruba (参の槍・マンマルバ  San no Yari Manmaruba?): Es el sirviente de mayor valor para Tau Zanto por su poder único: puede ver el destino de una forma absoluta e inevitable. Esta habilidad le llevó a encontrar a los Gōraiger.
  - Cuarta Lancera, Wendīnu (四の槍・ウェンディーヌ Yon no Yari Wendīnu?): Una maestra del Ninpō Serpiente (蛇忍法 Hebininpō?). Es también una maestra del disfraz, que aparece en la Tierra con Furabījo. Es ella quien hace crecer a sus secuaces de varias formas. Fue ascendida a Lancera de las Tinieblas por su habilidad única de convertirse en una berserker gigante y super fuerte, capaz de destruir un planeta entero con una sola mano, aunque en ese estado se encuentra poseída por la locura.
  - Quinto Lancero, Sargain (五の槍・サーガイン Go no Yari Sāgain?): Es el líder de los Mechanin Corps, y un maestro espadachín. En realidad es un cuerpo robótico pilotado por una pequeña hormiga cyborg. Puede sacar dos espadas de sus hombros, y puede construir sus propios robots personales para luchar contra los Hurricaneger.
  - Sexto Lancero, Satarakura (六の槍・サタラクラ Roku no Yari Satarakura?): Es el líder de los Masked-Ninja Corps. Se trata de un ninja payaso embustero con un sentido del humor retorcido y que comete actos diabólicos solo por su propio divertimento.
  - Séptimo Lancero, Sandāru (七の槍・サンダール Nana no Yari Sandāru?): Un poderoso ninja tiburón que destruyó muchos mundos antes de llegar a la Tierra. Tras obtener la Flecha de Furia de Astrom, se convirtió en el más poderosos de los siete. Aunque no se fía de ellos, logró convencerlos a todos salvo a Sargain de que lo mejor era trabajar todos juntos al mismo tiempo en lugar de por separado, lo que puso en serias dificultades a los Hurricaneger.
- Genin Magerappa (下忍マゲラッパ Genin Magerappa?): Son los soldados de campo de Jakanja. Se trata de ninjas de bajo rango que repiten constantemente su nombre mientras bailotean.

## Episodios
los episodios en esta temporada son denominados "Pergaminos", cada título es una combinación de dos sustantivos unidos con el carácter "to" (と To?, "y")
1. El viento y el ninja (風とニンジャ Kaze to Ninja?)
2. El gigante y el Karakuri (巨人とカラクリ Kyojin to Karakuri?)
3. 60 segundos y un impostor (ニセモノと60秒 Nisemono to Rokujūbyō?)
4. El túnel y los hermanos (トンネルと兄妹 Tonneru to Kyōdai?)
5. El jefe y el baño (館長とお風呂 Kanchō to Ofuro?)
6. Las tijeras y el Kunoichi (ハサミとくノ一 Hasami to Kunoichi?)
7. El trueno y el ninja (雷とニンジャ Ikazuchi to Ninja?)
8. El viento y el truneo (疾風（はやて）と迅雷（いかづち） Hayate to Ikazuchi?)
9. Los hermanos del trueno y el reloj de arena (雷兄弟と砂時計 Ikazuchi Kyōdai to Sunadokei?)
10. El dios del trueno y el valle destruido (雷神と滅びの谷 Raijin to Horobiru no Tani?)
11. El festín de los sueños y el comienzo desde cero (夢喰いと再出発 Yumekui to Saishuppatsu?)
12. El marco de acero y el padre y la hija (テッコツと父娘（おやこ） Tekkotsu to Oyako?)
13. El bigote y el anillo de compromiso (ヒゲと婚約指輪 Hige to Kon'yakuyubiwa?)
14. El niño que llora y el caramelo (泣き虫とあめ玉 Nakimushi to Amedama?)
15. El bicho acuático gigante y el concurso (タガメと争奪戦 Tagame to Sōdatsusen?)
16. La niebla y el dispositivo de predicción (霧と予言装置 Kiri to Yogen Sōchi?)
17. La oscuridad y la isla de los combates a muerte (暗闇と死闘の島 Kurayami to Shitō no Shima?)
18. El padre y los lazos fraternales (父と兄弟の絆 Chichi to Kyōdai no Kizuna?)
19. La caja grande y el gigante del viento y el trueno (大箱と風雷巨人 Ōbako to Fūrai Kyojin?)
20. El puñetazo y el rival (パンチと好敵手（ライバル） Panchi to Raibaru?)
21. Las máscaras y los acertijos (仮面とナゾナゾ Kamen to Nazonazo?)
22. Las alas y el ninja (翼とニンジャ Tsubasa to Ninja?)
23. Koron y el gran detective (コロンと名探偵 Koron to Meitantei?)
24. Taiko y el relámpago (タイコと稲妻 Taiko to Inazuma?)
25. Los fantasmas y una colegiala (オバケと女学生 Obake to Jogakusei?)
26. El arco y flecha y el baño en el mar (弓矢と海水浴 Yumiya to Kaisuiyoku?)
27. Kushiyaki y la gravedad cero (串焼きと無重力 Kushiyaki to Mujūryoku?)
28. Hurrier y el contraataque (ハリアーと逆襲 Hariā to Gyakushū?)
29. El persistente calor de verano y el sello (残暑とスタンプ Zansho to Sutanpu?)
30. El ídolo y la amistad (アイドルと友情 Aidoru to Yūjō?)
31. Los meteoros y los tres lobos (流星と三匹の狼 Ryūsei to Sanbiki no Ōkami?)
32. La parca y el secreto final (死神と最終奥義 Shinigami to Saishū Ōgi?)
33. El mamut y seis ninjas (マンモスと６人 Manmosu to Rokunin?)
34. Los champiñones y cien puntos (キノコと100点 Kinoko to Hyakuten?)
35. Brillo y Shamisen (キラリと三味線 Kirari to Shamisen?)
36. El anillo y la venganza (リングと復讐 Ringu to Fukushū?)
37. El tercer lancero y la gran fuga (三の槍と大脱出 Sannoyari to Dai Dasshutsu?)
38. La espada demoníaca y los globos (魔剣とふうせん Maken to Fūsen?)
39. El séptimo lancero y la piedra misteriosa (七の槍と謎の石 Shichinoyari to Nazo no Ishi?)
40. El señuelo y la ley ninja (オトリと忍の掟 Otori to Shinobi no Okite?)
41. La medalla y el comediante (メダルと漫才 Medaru to Manzai?)
42. La armadura y la flecha enfurecida (鎧と怒りの矢 Yoroi to Ikari no Ya?)
43. La súper fusión y el gran enfrentamiento (超合体と大激突 Chō Gattai to Dai Gekitotsu?)
44. Su majestad y la bestia fanática del infortunio (御前様と凶扇獣 Gozen-sama to Kyōsenjū?)
45. El refugio y la limpieza a fondo (隠れ家と大掃除 Kakurega to Ōsōji?)
46. La comida de Año Nuevo y los tres gigantes (おせちと三巨人 Osechi to San Kyojin?)
47. El sello y la unificación espacial (封印と宇宙統一 Fūin to Uchū Tōitsu?)
48. La trampa y la vida eterna (罠と永遠の命 Wana to Eien no Inochi?)
49. La misión y el ninja celestial (使命と天空忍者 Shimei to Tenkū Ninja?)
50. La oscuridad y un nuevo mundo (暗黒と新世界 Ankoku to Shin Sekai?)
51. El viento, el agua y la tierra (風と水と大地 Kaze to Mizu to Daichi?)

### Películas
- Ninpū Sentai Hurricaneger: Shushutto the Movie (忍風戦隊ハリケンジャー シュシュッと THE MOVIE Ninpū Sentai Harikenjā Shushutto Za Mūbī?): Estrenada el 17 de agosto de 2002
- Ninpū Sentai Hurricaneger vs. Gaoranger (忍風戦隊ハリケンジャーVSガオレンジャー Ninpū Sentai Harikenjā Tai Gaorenjā?): Película crossover entre Huricaneger y su serie predecesora Hyakujū Sentai Gaoranger. Estrenada el 4 de marzo de 2003
- Ninpū Sentai Hurricaneger: 10 Years After (忍風戦隊ハリケンジャー 10 YEARS AFTER Ninpū Sentai Harikenjā Ten Iyāzu Afutā?): Especial para video que actúa como epílogo de la serie. Estrenado el 9 de agosto de 2013
- Ninpu Sentai Hurricaneger de Gozaru! Shushutto 20th Anniversary (忍風戦隊ハリケンジャーでござる！シュシュッと20th Anniversary Ninpū Sentai Harikenjā de Gozaru! Shushutto Tuentīsu Anibāsarī?): Especial para vídeo en 2023, que tiene lugar después del episodio final de la serie.

## Reparto
- Yōsuke Shiina: Shun Shioya
- Nanami Nono: Nao Nagasawa
- Kōta Bitō: Kohei Yamamoto
- Ikkō Kasumi: Yujiro Shirakawa
- Isshū Kasumi: Nobuo Kyō
- Shurikenger: Taiki Matsuno
- Mugensai Hinata: Ken Nishida
- Oboro Hinata: Shoko Takada
- Kagura (Dama Gozen): Hitomi Miwa
- Jefe Tau Zanto: Kiyoyuki Yanada
- Primera Lancera Furabījo: Azusa Yamamoto
- Segundo Lancero Chūzūbo: Daisuke Gōri
- Tercer Lancero Manmaruba: Takahiro Imamura
- Cuarta Lancera Wendīnu: Mio Fukuzumi
- Quinto Lancero Sargain: Yoshinori Okamoto
- Sexto Lancero Satarakura: Bin Shimada
- Séptimo Lancero Sandāru: Shūichi Ikeda
- Narrador / Fūraimaru: Hironori Miyata

## Temas musicales

### Tema de apertura
- Hurricaneger Sanjō! (ハリケンジャー参上！ Harikenjā Sanjō!?, ¡Aquí vienen los Hurricaneger!)
  - Letra: Neko Oikawa
  - Música y arreglos: Takeshi Ike
  - Intérprete: Hideaki Takatori

### Tema de cierre
- Ima, Kaze no Naka de (いま,風のなかで?  Ahora, dentro del viento)
  - Letra y música: Hideaki Takatori
  - Arreglos: Hiromasa Kagoshima
  - Intérprete: Hironobu Kageyama